# Gustavo Roccella
Gustavo Roccella (Piazza Armerina, 1º gennaio 1909 – Passo Falagà, 12 maggio 1941) è stato un militare italiano insignito della medaglia d'oro al valor militare alla memoria nel corso della seconda guerra mondiale.

## Biografia
Nacque a Piazza Armerina, provincia di Enna, il 1 gennaio 1909, figlio di Vincenzo e Rosa Arena.. 
Diplomatosi perito tecnico industriale a Catania, nel novembre 1931 fu arruolato nel Regio Esercito ed ammesso a frequentare la Scuola allievi ufficiali di complemento di Pola. Promosso sottotenente nel giugno 1932 e destinato al 5º Reggimento artiglieria pesante campale fu posto in congedo nel 1933. Nell'ottobre 1934 venne richiamato in servizio a domanda e pochi giorni dopo partì volontario per l'Eritrea. Assegnato alla 5ª batteria indigena partecipò alla guerra d'Etiopia e successivamente a lunghi cicli operativi di grande polizia coloniale. Promosso tenente dal 1º luglio 1936, prestò prima servizio presso le salmerie della XVI Brigata coloniale e, dal luglio 1938, alla 32ª batteria del XVI Gruppo someggiato. Cadde in combattimento a Passo Falagà (Amba Alagi) il 12 maggio 1941, e fu poi insignito della medaglia d'oro al valor militare alla memoria. Con Regio Decreto 29 agosto 1941 fu nominato sottotenente in servizio permanente effettivo con anzianità 1º agosto 1940.